# Thomas Circle

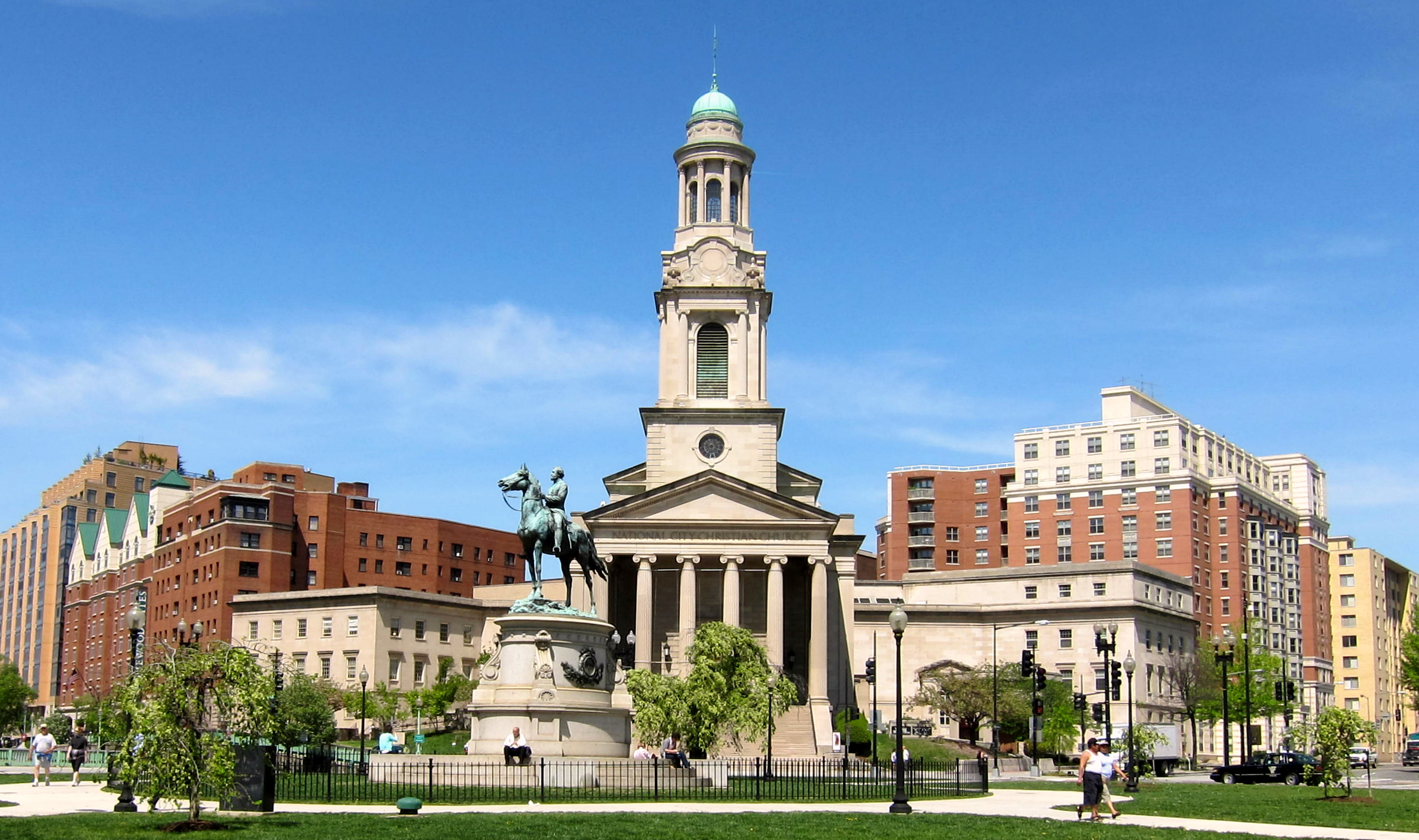
De noordwesthoek van de Thomas Circle.

Thomas Circle is een rotonde en plein in het centrum van Washington D.C. Het ligt op de kruising van Massachusetts Avenue, Vermont Avenue, 14th Street en M Street, NW. De doorgaande rijstroken van Massachusetts Avenue gaan onder Thomas Circle door via een tunnel die opengesteld werd voor het verkeer op 14 maart 1940. 
Het plein is vernoemd naar generaal George Henry Thomas. In het midden van het plein staat een ruiterstandbeeld van de generaal gemaakt door John Quincy Adams Ward en opgericht in 1879.
In 2006 heeft de stad Washington D.C. het plein gerenoveerd voor 6 miljoen dollar. Het project omvatte de toevoeging van fietspaden, voetgangersgebieden,  oversteekplaatsen, betere straatverlichting, en nieuwe trottoirs. Het oorspronkelijke "eiland" in de rotonde werd opnieuw opgetrokken, waardoor het ruiterstandbeeld wederom in een openbaar plantsoen staat.